# 롭 민코프

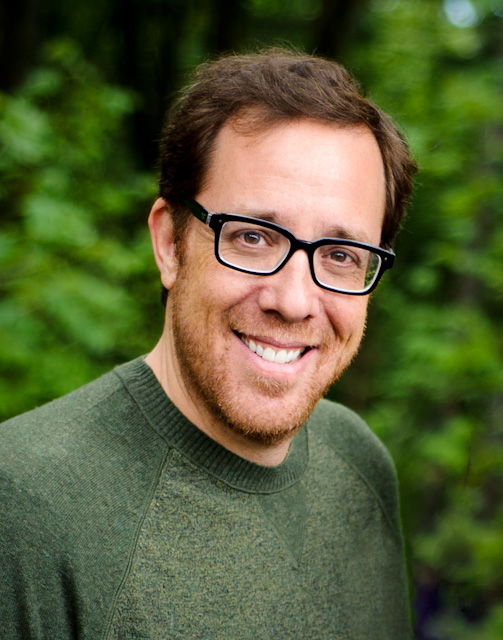

로버트 민코프는 애니메이터, 작가, 영화 제작자이자 감독이다.
《라이온 킹》과 로저 래빗 단편 시리즈인 〈터미 트러블〉(1989), 〈롤러 코스터 래빗〉(1990)을 비롯한 월트 디즈니 애니메이션 스튜디오의 여러 애니메이션 영화를 감독하였으며, 《스튜어트 리틀》(1999), 《스튜어트 리틀 2》(2002), 《헌티드 맨션》(2003), 《포비든 킹덤》(2008), 《플라이페이퍼》(2011), 《천재 강아지 미스터 피바디》 (2014)의 감독을 맡기도 하였다.
1980년대 초에 캘리포니아 인스티튜트 오브 디 아츠의 캐릭터 애니메이션 학과에서 공부하였다.
2007년 9월 29일 공자의 76대 후손인 쿵링화(孔令华, Crystal Kung)와 결혼하였다. 쿵링화는 중국계 미국인 알앤비 가수인 쿵링치의 동생이기도 하다.

## 주속
1. ↑  IMDb bio
2. ↑  “라이온킹 감독, 공자 76대 후손 여성과 결혼”. 내일신문. 2008년 1월 21일에 확인함.[깨진 링크(과거 내용 찾기)]